# Bernd Förster
Bernhard „Bernd“ Georg Josef Förster (* 3. května 1956, Mosbach) je bývalý německý fotbalista, který reprezentoval Západní Německo. Nastupoval většinou na postu obránce.
S reprezentací NSR vyhrál mistrovství Evropy roku 1980 a získal stříbrnou medaili ze světového šampionátu ve Španělsku roku 1982. Hrál též na Euru 1984. V národním mužstvu působil v letech 1979–1984 a odehrál za něj 33 zápasů.
S Bayernem Mnichov dvakrát vyhrál Pohár mistrů evropských zemí, v sezóně 1974/75 a 1975/76. Roku 1976 s ním získal i Interkontinentální pohár.
Jednou slavil titul německého mistra (1983/84), a to s VfB Stuttgart.